# Rajidae

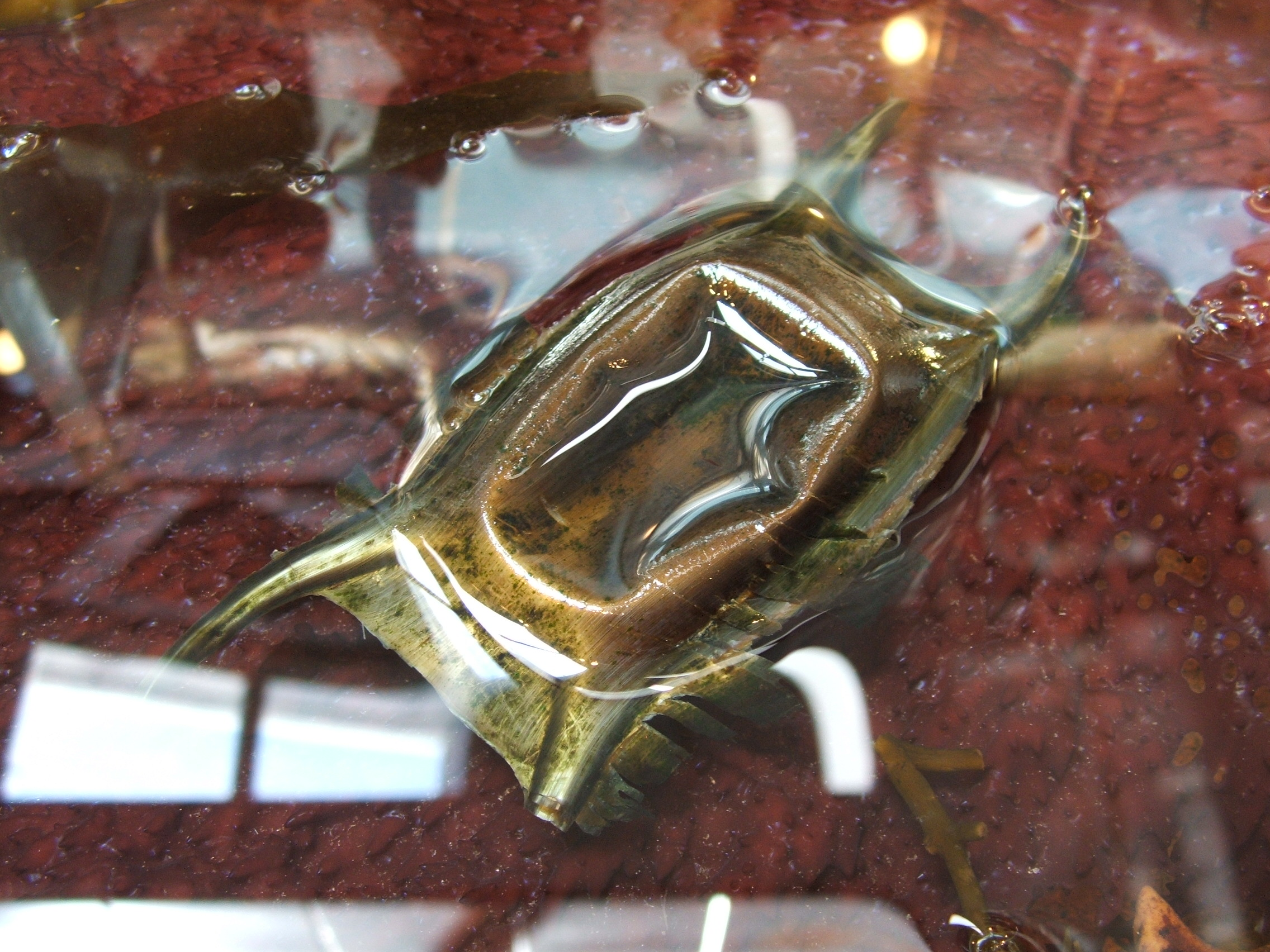
Puesta de Raja binoculata.

Los rájidos, ráyidos o rayas (Rajidae) son peces elasmobranquios rajiformes bentónicos y se distribuyen por todos los océanos y a todas las profundidades. Son ovíparos.

## Distribución y hábitat
Los rájidos se distribuyen por todos los océanos, del Ártico al Antártico. Son peces bentónicos que viven en todas las profundidades, desde el litoral hasta la región abisal; algunas especies penetran en aguas salobres. Son raros en aguas tropicales someras o cerca de los arrecifes de coral.

## Características
El disco del cuerpo es cuadrangular o romboidal, la boca es transversal o arqueada y posee numerosos dientes. Tienen cinco pares de hendiduras branquales situadas en la región ventral. La cola es muy delgada, con pliegues laterales. En general poseen las dos aletas dorsales y la aleta caudal reducidas. Tienen órganos eléctricos de poca intensidad desarrollados a partir de los músculos caudales. La mayoría de las especies tienen la piel espinosa con una hilera de espinas a lo largo de la línea media dorsal.

## Historia natural
Los rájidos son ovíparos; los huevos están contenidos en una cápsula con cuatro largas puntas. Según el registro fósil, este grupo había sido ovovivíparo, de modo que han sufrido una reversión a la reproducción ovípara. Las rayas se alimentan de otros animales bentónicos.

## Taxonomía
Los rájidos incluyen 271 especies repartidas en 29 géneros:
- Amblyraja
- Arhynchobatis
- Atlantoraja
- Bathyraja
- Breviraja
- Brochiraja
- Cruriraja
- Dactylobatus
- Dipturus
- Fenestraja
- Gurgesiella
- Insentiraja
- Irolita
- Leucoraja
- Malacoraja
- Neoraja
- Notoraja
- Okamejei
- Pavoraja
- Psammobatis
- Pseudoraja
- Raja
- Rajella
- Rhinoraja
- Rioraja
- Rostroraja
- Sympterygia
- Sympterygia
- Zearaja